# Ludwig Lesser
Ludwig Lesser, född 3 februari 1869 i Berlin, död 25 december 1957 i Vallentuna, tysk landskapsarkitekt. 
Lesser utbildades bland annat vid Palmengarten Frankfurt till trädgårdsmästare och arbetade senare som Obergärtner i olika städer. Han arbetade från 1893 som en första självständiga trädgårdsarkitekten i Berlin och blev 1908 trädgårdsdirektör för Berliner Terrain-Centrale varpå Lesser fick i uppdrag att gestalta grönområdena i bostadsområden under uppförande. Lesser ansvarande bland annat för Gartenstadt i Staaken och Weisse Stadt. Weisse Stadt är idag klassat som Unesco som världsarv. Han var en förespråkare för folkparker och idrottsplatser i de bostadsområden som uppfördes i städer. Från 1913 arbetade han som docent vid Freie Hochschule Berlin och var även ordförande för Deutsche Gartenbaugesellschaft. På grund av sin judiska bakgrund fick han yrkesförbud och emigrerade till Sverige där sonen Richard redan bodde och levde där fram till sin död.
Om hans verk har hans barnbarnsbarn Katrin Lesser skrivit om, Katrin Lesser är även själv landskapsarkitekt och deltar i arbetet med att återskapa Weisse Stadts grönområden till ursprungsskick.